# MCS-96
L‘Intel MCS-96 és una família de microcontroladors (MCU) comunament utilitzats en sistemes incrustats. La família es refereix sovint com la família 8xC196, o 80196, el MCU més popular de la sèrie. Aquests microcontroladors s'utilitzen comunament en discs durs, mòdems, impressores, reconeixement de patrons i control de motors. El 2007, Intel va anunciar la suspensió de tota la família de microcontroladors MCS-96. Intel ha assenyalat que «no hi ha substituts directes d'aquests components i és molt probable que sigui necessari un nou disseny».